# Área de Conservação da Paisagem de Päite

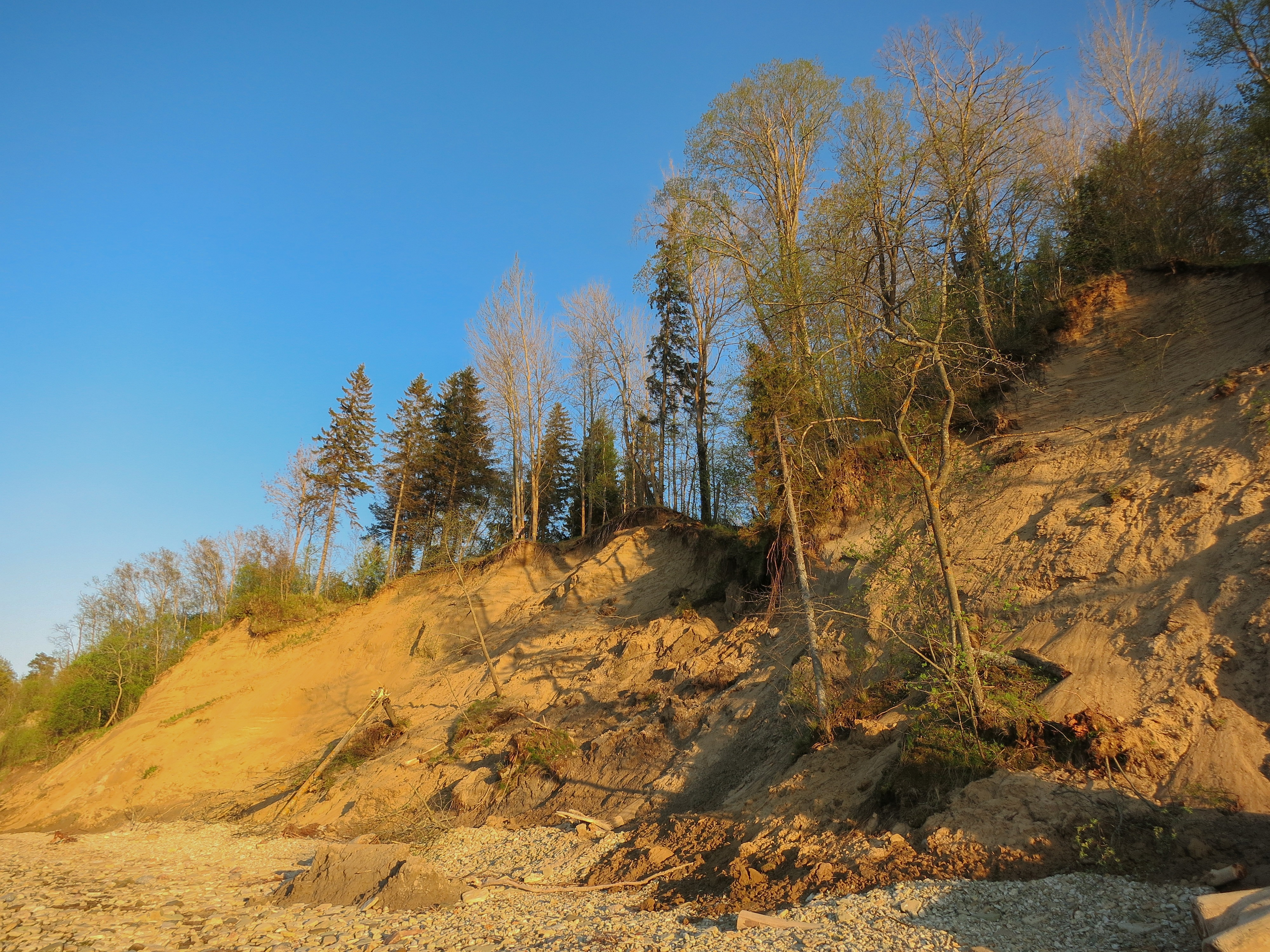
⠀⠀⠀⠀⠀

A Área de Conservação da Paisagem de Päite é um parque natural localizado no condado de Ida-Viru, na Estónia.
A área do parque natural é de 129 hectares.
A área protegida foi fundada em 2005 para proteger a área e a biodiversidade da freguesia de Toila (incluindo a aldeia de Päite).